# Weselinowo (obwód Szumen)
Weselinowo (bułg. Веселиново) – wieś w Bułgarii, w obwodzie Szumen, w gminie Smjadowo. W 2024 roku liczyła 621 mieszkańców.